# Ambuchanania
Ambuchanania leucobryoides es la única especie del género de Ambuchanania. Es un musgo tipo Sphagnum endémico de Tasmania. 
Originalmente descripto como una especie de Sphagnum, ahora es un género separado en la base de tanto morfología inusual y diferencias genéticas.